# Geografické jméno
Geografické jméno (zeměpisné jméno na Zemi, geonymum – pro Zemi) je vlastní jméno neživého přírodního objektu nebo jevu (hora, vodní tok, ostrov, nížina, les, neobdělávaná půda apod.) a těch člověkem vytvořených objektů (město, obec, obhospodařovaná půda, komunikace, vodní nádrž atd.), které jsou v krajině na Zemi trvale umístěny.

## Základní terminologie
Standardizované jméno (název) je geografické jméno geografického objektu, jehož znění je věcně a jazykově správné a je schváleno pověřeným výkonným orgánem ČÚZK – Sekretariátem Názvoslovné komise ČÚZK (dále jen SNK). Je tak zároveň i oficiálním jménem. Procesem standardizace procházejí pouze anoikonyma. Oikonyma jsou pouze evidována.
Standardizace geografických jmen je proces, závazné určení vlastního jména pro každý pojmenovaný geografický objekt. Proces standardizace byl na našem území zahájen na základě doporučení organizace UNGEGN (II. jednání Londýně, rok 1972). Československo se založení UNGEGN účastnilo a rovněž vyslalo delegáty na 1. konferenci v Ženěvě v roce 1967.
Aktualizace standardizovaných názvů probíhá periodicky a plánovitě; účelem je ověření platnosti a správnosti standardizovaných názvů, případně doplnění nově užívaných názvů, zejména u nově vzniklých objektů, a případné odstranění nepřesností.
Geografické jméno (nazývané i jméno zeměpisné) – jde o vlastní jméno neživého přírodního objektu a jevu (oronyma, hydronyma,…) nebo člověkem vytvořených a v krajině trvale umístěných objektů (oikonyma, hodonyma,…) na Zemi. Dříve se používal termín místopisné názvosloví.

### Terminologie geografických jmen
- choronyma jsou jména větších obydlených či neobydlených přírodních nebo správních celků (ostrov, světadíl, stát, kraj…),
- oikonyma jsou geografickými jmény obydlených míst, a to i pustých a zaniklých (obec, místní část, název katastrálního území…),
- anoikonyma jsou jmény pomístními, a to buď jmény neživých přírodních objektů a jevů, nebo člověkem sice vytvořených objektů, v krajině trvale umístěných – pouze však těch, které nejsou určeny k obývání (vody, tvary zemského povrchu, jeskyně, seskupení pozemků, dopravní cesta…),
- hydronyma jsou jména vodstva ( jezero, bažina, vodní nádrž, pramen, plavební kanál, splavný vodní tok…),
- oronyma jsou jména tvarů vertikální členitosti zemského povrchu (pohoří, hřbet, hora, skála, údolí, propast…),
- speleonyma jsou jména podzemních tvarů (jeskyně,…),
- hodonyma jsou jména dopravních cest, objektů na nich a veřejných prostranství (silnice, železniční zastávka, most, přístav…),
- proprium je vlastní jméno (osobní),
- toponymum je vlastní jméno neživého přírodního objektu a jevu
- exonyma jsou (české) podoby jmen geografických objektů ležících za hranicemi ČR,
- endonyma jsou (české) podoby jmen geografických objektů ležících v ČR
- onymie je pak souborem vlastních jmen na jistém území, v jistém jazyce, v jisté době…
- geonymum je geografické jméno objektu na Zemi (podobně selenonymum pro objekty na Měsíci)
- apelativum je v případě zeměpisného jména jeho obecná část (rybník, potok, most, ostrov,…) a v českém jazyce se píše vždy s malým počátečním písmenem a to i na začátku jména (most 1. máje, ostrov prince Karla, pohoří svatého Eliáše,…)

Definice jsou zjednodušeny pro potřeby českého uživatele. Přesnější definice jsou uvedeny v Slovníku TK ČÚZK (https://www.slovnikcuzk.eu), další uvádí Slovník toponymické terminologie pro standardizaci geografických jmen ( https://www.cuzk.cz/O-resortu/Poradci-a-poradni-organy/Nazvoslovna-komise-CUZK/Nazvoslovna-komise-CUZK-(1)/Dalsi-publikace-o-nazvoslovi/Slovnik-toponymicke-terminologie_2013.aspx) nebo v mezinárodním slovníku UNGEGN Glossary of Terms for the Standardization of Geographical Names (https://unstats.un.org/unsd/ungegn/pubs/documents/Glossary_of_terms_rev.pdf)

### Geonames – informační systém
Informačním systémem standardizovaných geografických jmen z území České republiky je databáze Geonames, vznikla pro měřítko 1 : 10 000 a postupně byla doplněna jmény pro měřítka od 1 : 1 000 000 po měřítko katastrální mapy 1 : 1 000. Databáze obsahuje i oficiální jména sídel (oikonyma), která se na území České republiky nestandardizují a další toponyma nutná pro úplný popis (hodonyma apod.). 

### Jména světa
Standardizovaná česká geografická jména celého světa jsou zveřejňována v seznamech exonym (cizích vžitých jmen geografických), česká exonyma vycházejí v ediční řadě Názvoslovné seznamy OSN-ČR a vydává je Český úřad zeměměřický a katastrální. Jména z IS Geonames lze vyhledávat také Geoportálu ČÚZK a jména celého světa jsou postupně doplňována do další vyhledávací aplikace služby Jména světa. Jména mimo území Česka se standardizují, jde o sídelní i nesídelní jména např. moří, podmořských tvarů, států a území, česká exonyma. Databáze a aplikace Jména světa  obsahuje jména oceánů, moří, jejich částí, podmořských útvarů, mořských proudů, jména z Antarktidy, Arktidy a jména států celého světa a rovněž všechna standardizovaná česká exonyma. Obě databáze jsou založeny na PostgreSQL

### Standardizace
Standardizace geografických jmen je zeměměřickou činností viz §3 v zák. 359/1992 Sb. v platném znění: „4. standardizace jmen nesídelních geografických objektů z území České republiky a jmen sídelních a nesídelních geografických objektů z území mimo Českou republiku,…“
Výsledků standardizace je využíváno především na geoportálu ČÚZK pro vyhledávání geografických jmen, ve státním mapovém díle a dalších uživatelů, je určena i pro veřejné použití (viz Nařízení vlády č. 159/2023). 

## Původ názvů
Za nejstarší jsou u nás, stejně jako v celé Evropě, považována některá hydronyma; zejména jde o názvy některých velkých vodních toků (Labe, Vltava, Morava, Odra…). V průběhu dějin se na našem území vystřídalo několik etap šíření němčiny a šíření češtiny – vždy s dopadem na uvádění geografických jmen, a také období úprav jmen přepisem do latiny. Naše ikonická hora Říp má jméno původu germánského (Reif, Reifberg). Zajímavým případem jsou některé názvy sídel: ze jména města Falknov vzniklo Falkenau a z toho nyní jméno Sokolov…
Jména se postupně doplňovala s osídlováním a dosídlováním krajiny a také sjednocovala, např. pokud tok nesl v různých úsecích různá jména, příkladem může být pojmenování toku, dnes po celé délce zvaného Dědina (dříve: Dědina, Zlatý potok a Polomský potok). Jména se sjednocovala u jiných typů geografických objektů, také vznikala a vznikají nová jména (např. pro Velký Dokeský rybník jméno Máchovo jezero, nové jezero Milada).

### Příprava údajů a standardizace geografických jmen
Již v roce 1918 zahájil Vojenský zeměpisný ústav revizi pomístních názvů v topografických mapách pocházejících z doby Rakouska-Uherska, neměl však pro ni dostatek podkladů, bylo nutné provést sběr a úpravy jmen větších horských celků, významných toků, vrcholů hor apod. 
Názvoslovná komise byla ustavena až v roce 1930 při Národní radě badatelské; zahájila práci v roce 1931 a zabývala se především stanovením hranic a názvů základních orografických celků v měřítku 1 :200 000 a stanovením jmen hlavních říčních toků. Další názvoslovné komise vznikaly a zanikaly v průběhu let. Po shromáždění dat z celého území a po provedení úprav německých jmen po skončení 2. sv. války začala standardizace geografických jmen. Po roce 1951 proběhla první revize standardizovaného názvosloví pro speciální mapy v měřítku 1 : 75 000.
V dnešním rozsahu pro státní mapové dílo v měřítku 1 : 10 000 byla standardizace započata již v roce 1958 a zároveň byla v tomto roce byla dokončena  pro měřítko 1 : 50 000. Standardizace pro měřítko 1 :10 000 byla dokončena v roce 2002. Od roku 2000 se názvosloví sbírá a doplňuje až po měřítko katastrální mapy (1:1 000) . Od roku 1997 jsou zároveň s aktualizací mapových listů ukládána data do databáze, a to nejen standardizovaná jména, ale i další data, jako např. jména sídel. Databáze byla naplněna v roce 2005. Od roku 2010 jsou do databáze soustavně doplňována jména z katastrálních map názvosloví je harmonizováno pro celé území státu v jednom informačním systému. V Informačním systému Geonames jsou uvedena shromážděná oikonyma a anoikonyma z celého území Česka bez ohledu na měřítko mapy nebo významnost pojmenovaného objektu.  
Mezinárodní spolupráce při standardizaci
S rozvojem cestování, obchodu a dalších styků bylo potřebné se domluvit i o geografických jménech. Požadavek na jednoznačnosti každého jména geografického (topografického) objektu jako nosiče přesné informace o platném, užívaném a všestranně použitelném jméně geografického (topografického) objektu vyvolal potřebu nejen národní, ale i mezinárodní spolupráce. Každé jméno musí náležet ke konkrétnímu geografickému objektu s přesně zjištěnou polohou. Tomu napomáhá standardizace jmen v jednotlivých státech v celosvětovém měřítku a to včetně standardizace exonym. Užití exonym podléhá pravidlům, která stanoví příslušná standardizační autorita každého státu. V ČR je to Názvoslovná komise ČÚZK. Zpracování geografických jmen (standardizace, rozšíření a přepisy do latinky) svými doporučeními usměrňuje v členských státech OSN organizace UNGEGN (United Nations Group of Experts on Geographical Names). 
Na různých územích se užívají jména, která se předávají obyvateli území z jazyka do jazyka, vznikají také jména nová. Exonyma (dříve česky vžitá geografická/zeměpisná jména) sestoupila na úroveň pomocného komunikativního prostředku podle podmínek té které národní pospolitosti a své prioritní postavení zachovala jen v těch případech geografických jmen, kde užívání oficiálních (originálních) jmen působí těžko překonatelné potíže. Jejich protějškem jsou endonyma, jména geografických objektů v jazyku nebo jazycích používaných v oblasti, kde se objekt nachází.
Zajímavým případem jsou hraniční jména, zejména hydronyma (Labe v Česku a Elbe v Německu), oronyma (Sněžka v Česku a Śnieżka v Polsku). Ke standardizovaným jménům na státní hranici jsou jako „hraniční jména“ připojena zjištěná jména objektu v jazyce sousedního státu. Jména jsou postupně s názvoslovnými autoritami sousedních států harmonizována a kontrolována.
Při OSN pracuje skupina expertů pro geografická jména, zkráceně UNGEGN (United Nations Group of Experts on Geographical Names) a při ní existuje 10 mezinárodních pracovních skupin expertů pro geografická jména (pro exonyma, pro jména států, pro romanizační systémy, terminologická a další), jejichž usnesení a doporučení pomáhají Názvoslovné komisi ČÚZK a národním komisím dalších států v práci. Skupina má řadu divizí ustanovených podle lingvistického a geografického hlediska (Divize pro východní Afriku, Arabská divize, Keltská divize, Severská divize apod.). Česká republika se účastní práce divize č. 13 (East Central and South-East Europe Division, zkr. ECSEED) spolu s řadou sousedících států, ale také s Kyprem, Tureckem, Řeckem a dalšími zeměmi střední a jihovýchodní části Evropy, celkem je v divizi 18 států a patří mezi největší a jazykově nejpestřejší. V letech 2002–2007 (předseda PhDr. Pavel Boháč) a 2021–2024 (předsedkyně Irena Švehlová, prom. fil. a hist.) zastupovala Názvoslovná komise a její Sekretariát Českou republiku při vedení Divize pro střední a jihovýchodní Evropu při UNGEGN. 

## Informační systém a databáze Geonames
Od roku 1995 byly vytvářeny předpoklady pro vznik databázového, geoinformačního systému, nahrazujícího kompletní evidenční a podkladové materiály sekretariátu Názvoslovné komise (SNK) ČÚZK. Při zadání tohoto úkolu měli tvůrci na zřeteli tyto požadavky:
- nahrazení dosavadního systému evidence na Seznamech geografických vlastních jmen a evidenčních mapách v měřítku 1 : 10 000 a 1 : 50 000,
- zrychlení přístupu k těmto datům,
- vyhledávání nad těmito daty podle různých textových řetězců a podle území a druhů objektů,
- možnost provádění analýz těchto dat,
- případně provádění onomastického a historického výzkumu,
- použití pro ZABAGED a jako tiskový podklad pro základní mapu 1 : 10 000 (ZM 10).

Podkladem pro naplňování databáze byla původně „papírová mapa“ základní mapa 1 :10 000 (ZM10), evidenční mapy SNK, seznamy standardizovaných geografických jmen, statistické údaje, vodohospodářské mapy, aktualizace ZABAGED a údaje registrů různých dalších správců dat tak, jak jsou jejich vedením pověřeni v rámci státních informačních systémů. Při vytváření grafické podoby se vycházelo ze Seznamu mapových značek pro Základní mapy ČR 1 :10 000. Rovněž byly použity publikace a seznamy z knihovny SNK a informace získané členy Názvoslovné komise ČÚZK. Průběžně je prováděn sběr dat v obcích a za pomoci různých ověřených datových zdrojů. Databáze slouží nejen jako zdroj názvoslovných dat, ale i pro tisk státního mapového díla, je zpřístupněna na stránkách Geoportálu, jehož uživatelé mohou i názvoslovná data (= geografická jména) vyhledávat. Struktura typů objektů, uváděných v databázi, je následující:
1. sídelní, hospodářské a kulturní objekty,
2. komunikace,
3. vodstvo,
4. územní jednotky,
5. názvy pozemků a další pomístní jména,
6. terénní reliéf.

Databáze je od roku 2009 propojena s objekty ZABAGED (pokud existují v jeho datovém modelu) a je pravidelně i průběžně aktualizována (roku 2017 skončila 3. pravidelná aktualizace, v roce 2019 započala 4. aktualizace a v roce, v letech 2022–27 probíhá 5. aktualizace) a to sběrem dat v terénu, i z jiných ověřených zdrojů, ve spolupráci s obcemi a správci dat (zejména vodstva a územního členění).
Záznamy z databáze je možné stáhnout (od 1.7. 2023) nebo prohlížet a vyhledávat zdarma na Geoportálu ČÚZK nad nejrůznějšími mapovými podklady a ortofotem.
Data z databáze jsou využita i pro mezinárodní projekty v rámci INSPIRE, ELF (European Location Framework), ELS (European Location Services) Archivováno 13. 5. 2020 na Wayback Machine. a EuroGeoGraphics.

## Databáze Jména světa
Databáze jmen z publikací řady Geografické názvoslovné seznamy OSN-ČR vznikla v roce 2014. Pro veřejnost byla zpřístupněna pod názvem Jména světa nad mapovými službami ESRI a zveřejněna.
Uživatelé mohou vyhledávat jednotlivě jména oceánů, moří, jejich částí, podmořských útvarů, mořských proudů a  jmen geografických objektů z Arktidy a Antarktidy, česká exonyma (spojená s endonymy v původním znění vč. nelatinkových písem a jejich transliterací nebo transkripcí) a rovněž je možné vyhledávat jména států a závislých území – to vše nad vhodnými mapovými podklady pro příslušná měřítka. Poklepáním na jméno získá uživatel informace z databáze. Vyhledávání funguje také s pomocí zadání textového řetězce s českými jmény (exonymy),  i s hledáním endonym a nebo/také exonym v angličtině a francouzštině. Aplikace umožňuje také hlášení chyb nebo získání (příp. zakoupení) všech vydaných seznamů. 

## Historická jména České republiky
V roce 2019 vznikla také unikátní databáze historických jmen z území dnešní České republiky, jde o anoikonyma. Vyhledávat může kdokoliv. Po přihlášení může verifikovaný (ověřený) uživatel editovat jména a také přidávat jména (na základě excerpce různých mapových zdrojů i vhodných publikací). Jména jsou, pokud je možné je ztotožnit, připojena ke standardizovaným jménům nebo jménům evidovaným v Informačním systému Geonames.
Historická jména jsou zaměřena na vyhledávání starých aniokonym (pomístních jmen), tedy nesídelních jmen, jejichž užívání v současném jazyce na mapách i geoportálech je zastaralé nebo se již neužívá (Vltava, lat. Wltawa flumen, česky dříve i Moltava, Molda, Wltawa rzeka,…).